# Vol Aero Trasporti Italiani 12
Le 14 septembre 1979, un Douglas DC-9 effectuant le vol Aero Trasporti Italiani 12, un vol intérieur régulier au départ de l'aéroport d'Alghero-Fertilia, à destination de l'aéroport de Cagliari-Elmas, s'écrase sur le flanc d'une montagne près de Sarroch, en Sardaigne, lors de la phase d'approche, entraînant la mort des 31 passagers et membres d'équipage à bord de l'appareil.

## Avion
L'appareil impliqué est un Douglas DC-9-32, immatriculé I-ATJC, construit en 1975 et livré neuf à Aero Trasporti Italiani. L'avion totalise environ 10 000 heures de vol au moment de l'accident.

## Accident
Le copilote a contacté le contrôle aérien de l'aéroport de Cagliari-Elmas à 00h23, demandant un rapport concernant les conditions météorologiques. Le contrôleur a répondu que la piste 14 était en service, avec la présence d'un vent à 190° (sud/sud-ouest) à huit nœuds (quatorze km/h) et une visibilité de sept kilomètres. Il leur a également signalé la présence de cellules orageuses au sud-est et au sud-ouest de l'aéroport. 
Après avoir contacté le contrôle aérien à 00h26, le vol a été autorisé à descendre à une altitude de 6 000 pieds (1 800 mètres). Avec les orages présents dans le secteur de vol, le copilote signale par radio son intention d'effectuer un virage à 360° pour réduire davantage l'altitude de l'appareil, afin de les éviter. 
Le contrôleur, n'ayant pas de trafic présent dans la zone, autorise la manœuvre, et le copilote annonce alors son intention de descendre à 3 000 pieds (910 mètres). Le contrôleur a alors demandé aux pilotes s'ils ont un contact visuel avec la piste, ce qui n'est alors pas le cas. La clairance est alors modifiée pour descendre à 6 000 pieds (1 830 mètres) au lieu des 3 000 pieds demandés précédemment. 
À 00h30, le vol 12 signale qu'il est en contact visuel avec le sol, et qu'il s'apprête à descendre de 6 000 pieds vers 3 000 pieds. Le contrôleur le confirme, ajoutant qu'il s'est mis à pleuvoir aux alentours de l'aéroport. L'équipage n'a cependant pas effectué le virage de 360° prévu, se retrouvant ainsi avec un cap différent de celui initialement prévu. 
Après avoir atteint 3 000 pieds, le vol a été autorisé pour la phase d'approche. Le copilote le confirme et annonce qu'il amorcera l'approche finale avec une légère déviation à droite de la balise. À 00h34, le copilote demande au contrôleur de confirmer que le système ILS de l'aéroport est inopérant, ce qui est le cas. 
À ce stade du vol, l'équipage a perdu conscience de la situation de l'appareil. Le commandant de bord croit voler au-dessus de la mer, plus au sud que la position réelle de l'avion, tandis que le copilote croit, à raison, qu'il survole la zone de relief montagneux au sud de la Sardaigne. Dans les derniers instant du vol, le commandant de bord demande au copilote de descendre le train d'atterrissage et de poursuivre la descente. 
À une altitude de 2 000 pieds (610 mètres), le DC-9 percute à grande vitesse le versant de la Conca d'Oru, une montagne située à proximité de Sarroch, à dix-huit kilomètres au sud-ouest de l'aéroport, provoquant la destruction de l'avion et la morts des 31 personnes à bord.